# Кріс Берд (футболіст)
Кріс Берд (англ. Chris Baird, нар. 25 лютого 1982, Беллімоні) — північноірландський футболіст, захисник клубу «Дербі Каунті».
Виступав, зокрема, за клуб «Фулгем», а також національну збірну Північної Ірландії.

## Клубна кар'єра
Народився 25 лютого 1982 року. Вихованець юнацьких команд футбольних клубів «Беллімена Юнайтед» та «Саутгемптон».
У дорослому футболі дебютував 2002 року виступами за команду клубу «Саутгемптон», в якій провів один сезон, взявши участь лише у 3 матчах чемпіонату. 
Згодом з 2003 по 2007 рік грав у складі команд клубів «Волсолл», «Саутгемптон», «Вотфорд».
Своєю грою за останню команду привернув увагу представників тренерського штабу клубу «Фулгем», до складу якого приєднався 2007 року. Відіграв за лондонський клуб наступні шість сезонів своєї ігрової кар'єри. Більшість часу, проведеного у складі «Фулгема», був основним гравцем захисту команди.
Протягом 2013—2015 років захищав кольори клубів «Редінг», «Бернлі» та «Вест-Бромвіч Альбіон».
До складу клубу «Дербі Каунті» приєднався 2015 року. Відтоді встиг відіграти за клуб з Дербі 11 матчів в національному чемпіонаті.

## Виступи за збірні
Протягом 2002–2003 років залучався до складу молодіжної збірної Північної Ірландії. На молодіжному рівні зіграв у 6 офіційних матчах.
У 2003 року дебютував в офіційних матчах у складі національної збірної Північної Ірландії. Наразі провів у формі головної команди країни 76 матчів.